# Schlammindex

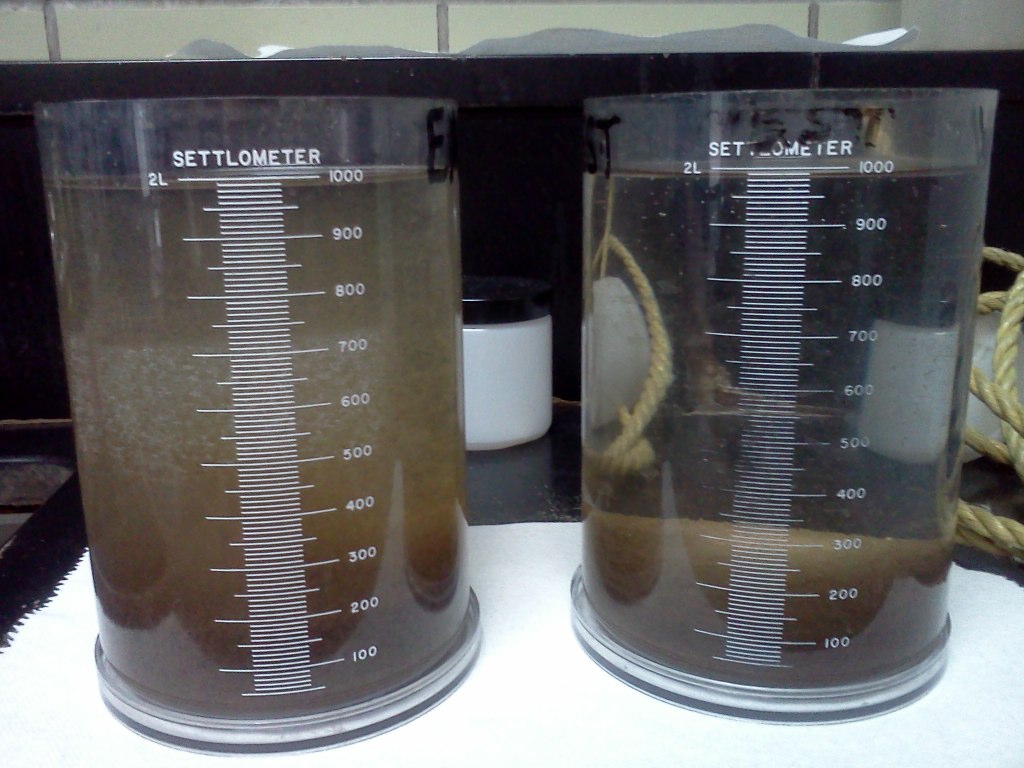
Absetzversuch zur Messung des Schlammvolumens zur Bestimmung des Schlammindex von Belebtschlamm

Der Index Schlammvolumen ISV, auch Schlammvolumen-Index genannt, wird in Kläranlagen verwendet und ist ein Maß für die Absetzeigenschaften des Klärschlammes in der biologischen Reinigungsstufe.
Der Schlammindex ergibt sich als Quotient des Schlammvolumens VS und des Trockensubstanzgehalts TS des gleichen Schlamms:
{\displaystyle I_{SV}[{\frac {ml}{g}}]={\frac {V_{S}[{\frac {ml}{l}}]}{TS_{BB}[{\frac {g}{l}}]}}}
Typische Werte:
| - Normaler Schlamm        | bis 100 ml/g     |
| - Mäßige Eindickfähigkeit | 100 bis 150 ml/g |
| - Blähschlamm             | ab 150 ml/g.     |

- Schlammvolumen:
Das Schlammvolumen erhält man, wenn 1000 ml einer gut durchmischten Probe (gerührt, nicht geschüttelt, da sonst eventuell Gasblasen an den Flocken haften) in einen 1000 ml-Messzylinder gegeben werden. Der Schlammspiegel des abgesetzten und das Volumen des aufschwimmenden Schlammes, welche nach 30 Minuten abgelesen werden, ist zusammengezählt das Schlammvolumen. Ist das Schlammvolumen größer als 250 ml/l, so wird die Probe mit Ablaufwasser der Nachklärung verdünnt und beim Auswerten wieder mit dem jeweiligen Faktor multipliziert.

- Trockensubstanzgehalt:
Zur Ermittlung des Trockensubstanzgehaltes werden von der gleichen Probe des Schlammvolumens 100 ml entnommen. Ein sauberer Filter, der im Trockenschrank und dann im Exsikkator gelagert hat, wird auf einer Analysenwaage gewogen (dieser Wert ist m1). Durch diesen Filter werden dann die 100 ml Schlamm filtriert und in der Mikrowelle, im Trockenschrank oder durch Infrarot getrocknet. Der Filter wird danach wieder gewogen (dieser Wert ist m2). Zieht man nun m1 von m2 ab, so erhält man den Trockensubstanzgehalt in g/100 ml. Da der Trockensubstanzgehalt jedoch in g/l bzw. kg/m³ in die Formel für den Schlammindex einzusetzen ist, muss der Wert m2-m1 noch mit dem Faktor 10 multipliziert werden.